# Olibrinus ormaraensis
Olibrinus ormaraensis är en kräftdjursart som beskrevs av Syed Muhammad Anwar Kazmi 2004. Olibrinus ormaraensis ingår i släktet Olibrinus och familjen Olibrinidae. Inga underarter finns listade i Catalogue of Life.